# Дергачёва-Скоп, Елена Ивановна
Еле́на Ива́новна Дергачёва-Скоп (19 апреля 1937, Свердловск — 5 октября 2022, Новосибирск) — российский литературовед, доктор филологических наук, профессор, заведующая кафедрой древних литератур и литературного источниковедения гуманитарного факультета Новосибирского государственного университета, специалист в области древнерусской литературы и археографии.

## Биография
Родилась в семье известного филолога, специалиста по литературе Урала Ивана Алексеевича Дергачёва. Окончила с отличием филологический факультет Уральского государственного университета (1959), работала редактором детского вещания Комитета по радиовещанию и телевидению г. Иркутска (1959—1960).
В 1965 году под руководством профессора В. В. Кускова защитила кандидатскую диссертацию «С. У. Ремезов и его „История Сибирская“» (Институт русской литературы АН СССР). В 2000 году защитила докторскую диссертацию «Сибирское летописание в общерусском литературном контексте конца XVI — середины XVIII вв.» (Уральский государственный университет).
Работала на гуманитарном факультете НГУ с 1964 года: ассистент (1964—1966), старший преподаватель (1966—1973), доцент кафедры литературы (1973—2000), профессор кафедры литературы (2000—2003). С 2003 года — профессор и заведующий кафедрой древних литератур и литературного источниковедения. В разные годы читала курсы: «История литературы XVIII века», «Фольклор и древнерусская литература», «Теория фольклора», «Палеография»; спецкурсы по палеографии, текстологии летописания, древнерусской повести. Основной лекционный курс — «История древнерусской литературы».
Скончалась 5 октября 2022 года. Похоронена на Южном кладбище Новосибирска (квартал 5).

## Научная деятельность
Автор более 100 научных работ.
Исследователь литературы Древней Руси, истории сибирской литературы XVI—XVIII веков, крупнейший исследователь творчества писателя и деятеля Петровской эпохи С. У. Ремезова, подготовила издание его наследия.
Разработала концепцию и представила наиболее полную генеалогию сибирского летописания, выявила особую группу исторических повествований (устные летописи, мемораты, фабулаты), представляющих фольклорные интерпретации сюжетов о походе Ермака, формы «обыденного» летописания, историческое баснословие; ввела в научный оборот автографы сибирского летописца дьяка Романова, новые списки повестей о Сибири из севернорусских летописных сводов, Повести «О Сибири» (Румянцевский летописец), Хронографической повести, Бузуновского летописца и др.
В её исследованиях получили разработку проблемы рукописной и старопечатной книги как явления традиционной русской духовной культуры в общерусском и сибирском историко-культурном контексте. Разрабатывала проблемы, связанные с феноменом сибирского старообрядчества: территориальные собрания и границы согласий, тип чтения, репертуар и круг чтения, характерный для согласий, личные и общественные библиотеки, типология чтения в старообрядческой среде, его философское и культурно-историческое наполнение.
Являлась ведущим исследователем в разработке программы изучения книги в сибирском регионе, подготовленной ГПНТБ СО РАН. В ряде её работ получили теоретическое обоснование подходы к изучению и периодизации истории литературы и книги, описанию собраний, принципов публикации материалов Сводного каталога. Член редколлегии «Материалов к Сводному каталогу рукописей, старопечатных и редких книг в собраниях Сибири и Дальнего Востока», редактор сборников «Русская книга в дореволюционной Сибири», ответственный редактор серии «Книга и литература».
Основоположник археографии как научно-педагогического направления в Новосибирском университете. Возглавляет археографические экспедиции с 1965 года, когда была организована первая экспедиция НГУ и Института истории, филологии и философии в районы Томской и Тюменской областей. Рукописные и старопечатные книги, привезенные из экспедиций, вошли в фонд отдела редких книг и рукописей ГПНТБ СО РАН, а также в собрание Лаборатории археографии книжных памятников НГУ.
Руководитель ряда научных направлений, разрабатываемых в НГУ: «Книга и литература», «Древнерусская повесть в составе летописных сводов: текст — контекст», «Областные литературы Древней Руси как „культурные гнезда“», «Древнерусский четий сборник как литературный факт» и др.
Под руководством Е. И. Дергачёвой-Скоп защищено более 80 дипломных работ, 16 кандидатских диссертаций, 5 докторских диссертаций.

## Основные работы
- Из истории литературы Урала и Сибири. Свердловск, 1965.
- Очерки русской литературы Сибири: Дореволюционный период. Новосибирск: Наука, 1982. Т. 1. С. 27—111 (в соавт. с Е. К. Ромодановской, В. В. Блажесом, Н. А. Дворецкой).
- Сибирские летописи : Ч. 1: Группа Есиповской летописи // Полное собрание русских летописей. Т. 36. М.: Наука, 1987. С. 32—41, 117—137.
- Семен Иванович Шаховской. Летописная книга // Памятники литературы Древней Руси: первая четверть XVII в. М.: ГИХЛ, 1987. С. 358—427, 588—599.
- Летописи сибирские. Новосибирск: Новосибирское книжное издательство, 1992.
- Репертуар традиционного чтения старообрядческих согласий Сибири: этюды нравственной философии // Skupiska staroobrzedowcow w Europie, Azji i Americe, ich miejsce i tradycje we wspolczesnym swiecie. Warszawa: Polska Akademia nauk, 1994. С. 43—55 (в соавт. с В. Н. Алексеевым).
- Концепт «культурное гнездо» и региональные аспекты изучения духовной культуры Сибири // Материалы I Сибиро-Уральского исторического конгресса. Тобольск, 1997. С. 3—8 (в соавт. с В. Н. Алексеевым).
- Генеалогия сибирского летописания. Концепция. Материалы. Новосибирск, 2000.
- Сибирские летописи в исторической прозе XVII века: текст-контекст // Вестник Новосибирского государственного университета. Серия: История, Филология. Новосибирск, 2002. Т. 1, вып. 1. Филология. С. 3—12.
- Рукописные и печатные книги кириллической традиции XVI—XX вв. из собрания Аркадия Григорьевича Елфимова. Новосибирск: ИД «Сова», 2006. 936 с. (в соавт. с В. Н. Алексеевым).
- Ремезовская летопись: История Сибирская, Летопись Сибирская краткая Кунгурская: Исследование, текст, перевод. Научно-справочный аппарат факсимильного издания рукописи БРАН (СПб.). В 2-х тт. Тобольск; Верона (Италия): «График», 2006 (в соавт. с В. Н. Алексеевым).
- Служебная чертежная книга: Текст. Комментарии. Тобольск; Верона (Италия), 2006 (в соавт. с В. Н. Алексеевым).

## Награды и звания
Награждена Медалью ордена «За заслуги перед Отечеством» II степени